# Sankt Sigmund im Sellrain
Sankt Sigmund im Sellrain är en kommun i distriktet Innsbruck-Land i förbundslandet Tyrolen i Österrike. Kommunen har 186 invånare (2024). Den ligger 23 km sydväst om Tyrolens huvudstad Innsbruck. Den är den fjärde största kommunen i Innsbruck-Land till ytan och är en av fyra som är större än 100 km². Den är även Innsbruck-Lands högst belägna kommun.